# The Slots
The Slots je česká indie-rocková kapela z Prahy, která působí na hudební scéně od roku 2001. Skupina se původně jmenovala Slot And Shade a pod tímto názvem vystupovala až do roku 2006, kdy se přejmenovala na The Slots. V roce 2025 kapela připravuje 3. studiové album.

## Historie kapely

### Počátky (2001–2006)
Pražská kapela vznikla v lednu 2001 pod názvem Slot And Shade. Původní název vznikl již na střední škole a pojem "štěrbina a stínítko" vycházel z principu fungování televize, přičemž na názvu byla přitažlivá především zvukomalebnost. Kapela se rozhodla pro změnu názvu před vydáním debutového alba, protože původní jméno každý komolil a špatně se pamatoval, přičemž všichni jí stejně říkali "Sloti".

### Debutové album Baby Box (2006)
V roce 2006 vydala kapela své debutové album Baby Box. Album obsahovalo 13 skladeb a dva remixy, včetně úspěšného singlu "Minea", jehož remix od Juanity Juarez byl oceněn časopisem F:lter jako nejlepší remix roku 2005. Album vzniklo s producentem Alešem Zenklem, který v minulosti spolupracoval například s Miro Žbirkou, nebo kapelou Lety mimo.
Původní sestava na albu Baby Box zahrnovala Erika Stevensona (zpěv, kytara), Tomáše Vondráčka (kytara), Petra Kolečko (klarinet, saxofon), Štěpána Drábka (baskytara, zpěv) a Pavla Kaňáka (bicí). Mezi hlavní devizy kapely patřily příjemné kytarové písně s použitím netradičního nástroje – klarinetu.

### Změny v sestavě a album Plastic Culture (2007–2011)
Na konci roku 2007 došlo k významným změnám v sestavě. Ze sestavy, která nahrála album Baby Box, zůstali jen dva členové – Erik Stevenson a Pavel Kaňák. Důvodem rozchodů byly rozdílné představy o směřování kapely a koncertování.
S příchodem nových členů se změnil i sound kapely. Zatímco bývalí členové měli rádi instrumentální pasáže, při nichž ukazovali technické dovednosti, noví členové se zaměřili více na melodie a písničku jako celek. Novou sestavu tvořili Erik Stevenson (zpěv, kytara), Pavel Kaňák (bicí), kytarista Gerry (TMBK), druhý kytarista Dave a basák Belda.
V lednu 2009 kapela vydala druhé album Plastic Culture. Deska byla výrazně lépe hodnocena než předchozí album a byla označena za významně lepší než průměrná česká kytarová produkce. Album obsahovalo 11 skladeb včetně hitů jako "Expectations", "Nobody Knows" a "Evaporated".
V roce 2010 došlo k neshodám a kapelu opustil kytarista Dave a jeho místo zastoupil Petr Machy. Změna se však podepsala a kapala začala snižovat svou koncertní aktivitu.

### Období útlumu (2011–2020)
Mezi léty 2011 a 2020 kapela téměř nekoncertuje s výjimkou výročních Vánočních koncertů. Eric v tomto období působí v londýnské kapele Tomorrow Honey.

### Současnost (2020–2025)
Kapela se vrhá do studia připravuje několik singlů a nové album. Gerryho střídá kytarista Adam Kořínek a
po dlouhých 12 letech vydala kapela v září 2021 nový singl "I Don't Need You". Materiál byl nahrán ve studiu Andel Sound pod vedením producenta Gordona Raphaela, který je známý zejména svojí prací s kapelou The Strokes. Singl byl následován dalšími vydáními včetně písní "Maybe It's Love" (2022) a "Fall" (2023).
Nejnovější singl "Once We Know It" vyšel v červnu 2025.

## Sestava a další aktivity členů
- Erik Stevenson – zpěv, kytara, frontman. Zakládající člen The Slots, působil také v londýnské kapele Tomorrow Honey (od 2014) a jako hudební producent ve studiu Andel Sound v Praze.[14]
- Paul Wild (Pavel Kaňák) – bicí. Zakládající člen, vystupuje pod jménem Paul Wild. Spolupracoval na různých hudebních projektech v oblasti rocku a alternativní hudby.
- Belda – baskytara. Připojil se kolem roku 2008, dlouhodobý pilíř The Slots.
- Adam Kořínek – kytara, vizuální tvorba. Věnuje se také videoprodukci a sound designu (spolupráce s projektem followbubble.com, videoprodukce pro Stream.cz).[15]

### Další členové a bývalí členové
- Štěpán Drábek, Tomáš Vondráček – členové původní sestavy, jejich další hudební aktivity nejsou veřejně známy.
- Gerry (Tomáš „Gerry“ Břínek alias TMBK) – kytara (v období alba Plastic Culture). Známý jako TMBK – satirik, grafik a kolážista, hudebně působil také v uskupení Lety Mimo.
- Petr Kolečko – klarinet, saxofon (v původní sestavě). Známý především jako scenárista a autor (seriál Most!). V hudbě působil v počátcích The Slots.
- Dave – kytarista v období alba Plastic Culture.
- Machy – kytarista v období alba Plastic Culture.

## Diskografie
Studiová alba
- Baby Box (2006)
- Plastic Culture (2009)
- Plastic Culture (Remastered) (2021)

Výběr singlů
- „Minea“ (2005)
- „I Don't Need You“ (2021)
- „Maybe It's Love“ (2022)
- „Fall“ (2023)
- „Once We Know It“ (2025)

## Hudební styl
The Slots hrají indie-rock s prvky alternativního rocku. Jejich hudba je charakterizována melodickými kytarami, často s využitím netradičních nástrojů (klarinet). V raném období používali více instrumentálních pasáží, později se zaměřili na melodie a písničkovou formu.

## Významné koncerty a spolupráce
Kapela vystoupila například v Divadle Archa před irskou skupinou The Frames a na festivalech jako Sázavafest. V roce 2009 absolvovala turné k albu Plastic Culture v klubech jako Lucerna Music Bar, Rock Café a MeetFactory. Spolupracovala s producentem Gordonem Raphaelem a nahrávacím studiem Andel Sound.

## Ocenění
Remix skladby „Minea“ byl oceněn časopisem F:lter jako nejlepší remix roku 2005. Album Plastic Culture získalo pozitivní kritiky a bylo označeno za nadprůměrnou českou kytarovou produkci.